# Scenkonstmuseet
Scenkonstmuseet är ett statligt svenskt museum beläget vid Sibyllegatan 2 på Östermalm i Stockholm. Museet har till uppgift att samla in, bevara, främja och tillgängliggöra det svenska kulturarvet inom musik, teater, dockteater och dans. Museet har en permanent utställning vid namn På Scen samt en till tre tillfälliga utställningar per år. 

## Historik
Museet, som tidigare hette Musik- och teatermuseet, ingår i myndigheten Statens musikverk. Museets samlingar har byggts upp under en hundraårsperiod. Där ingår scenografi- och kostymskisser, scenkostymer, marionettdockor, byster, masker samt föremål från commedia dell'arte. Museets instrumentsamling har fler än 6 000 instrument från tidigt 1600-tal och framåt. I Musik- och teatermuseet införlivades 2010  samlingarna vid Marionettmuseet och Sveriges Teatermuseum.

## Byggnaden
Museet ligger sedan 1979 i en 1600-talsbyggnad på Sibyllegatan 2 i Stockholm, bredvid Hovstallet, som tidigare inhyste Kronobageriet och som är Stockholms äldsta industribyggnad. Sedan 1935 är byggnaden statligt byggnadsminne.

### Bilder

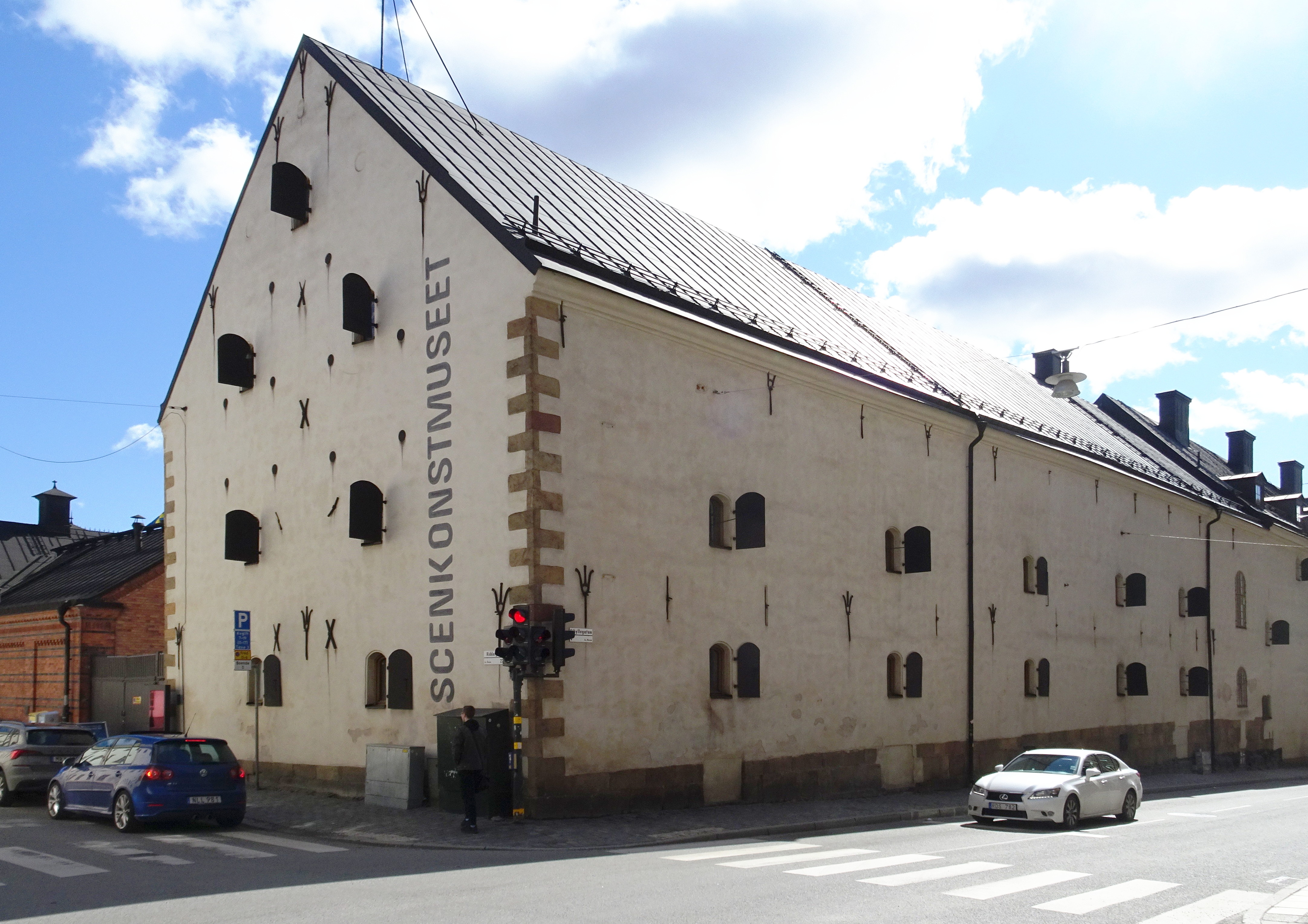
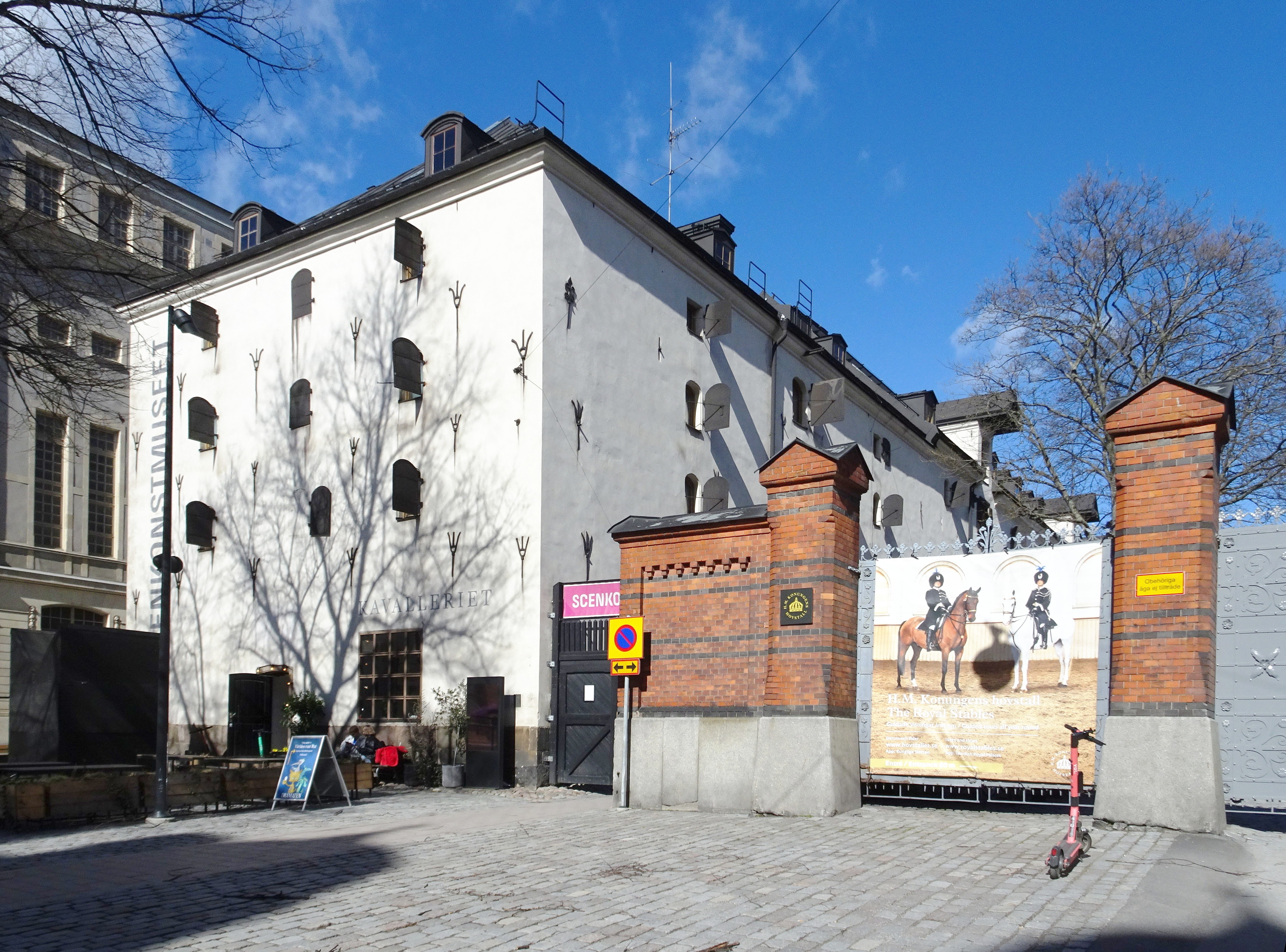
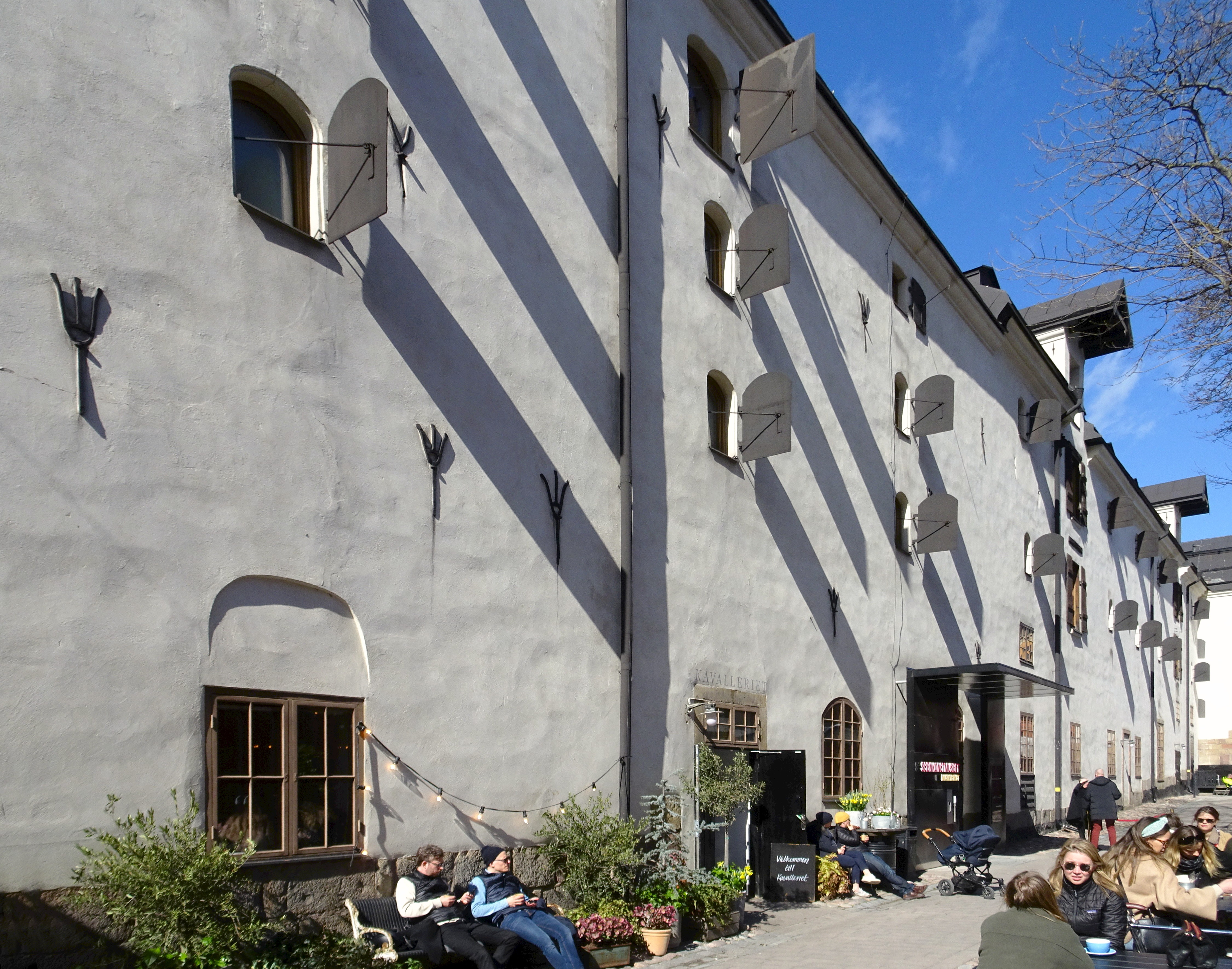
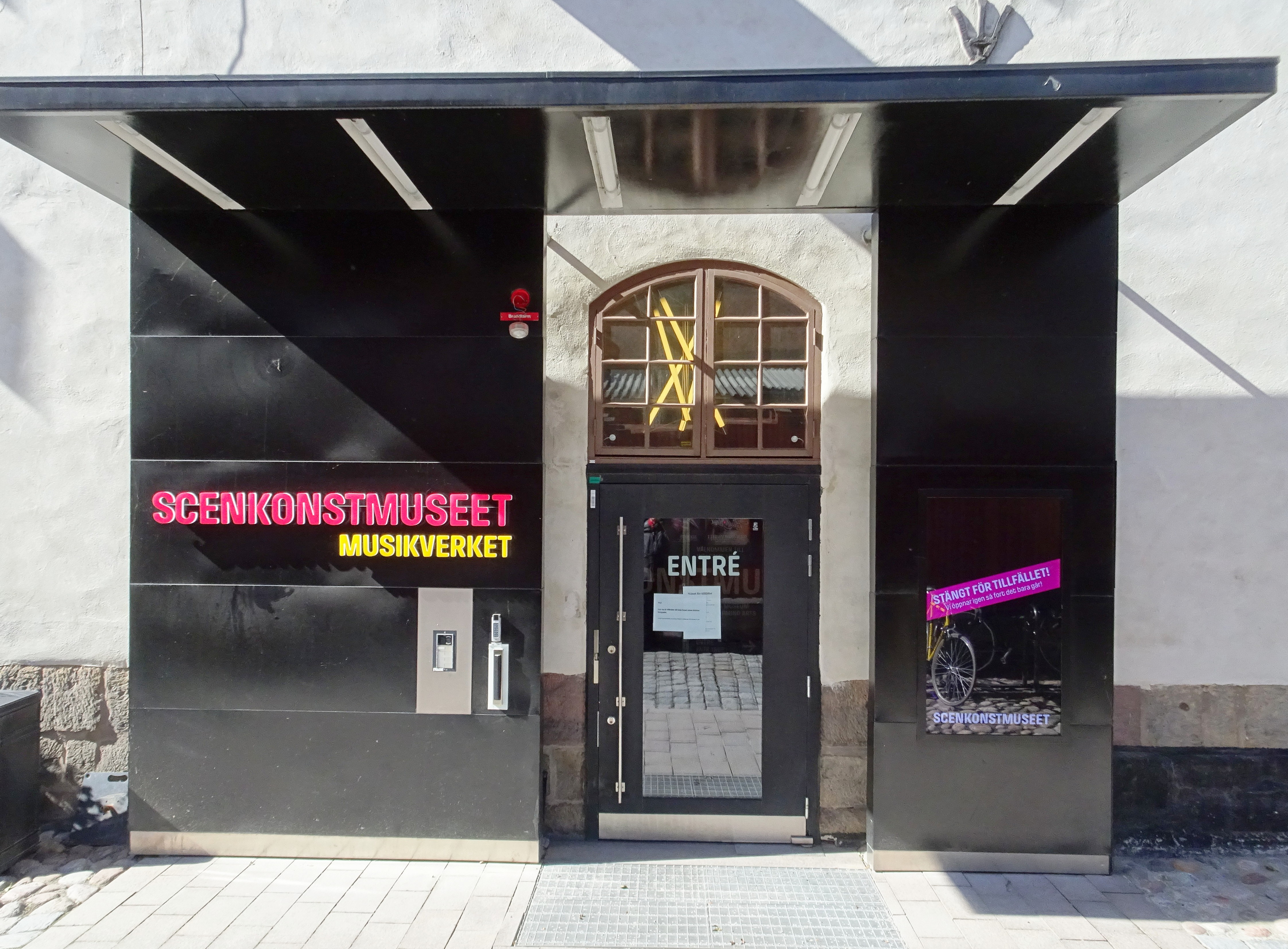

## Museer som uppgått i Scenkonstmuseet
| Musikhistoriska museet (1901–1981) Musikmuseet (1981–2010) | Musikhistoriska museet (1901–1981) Musikmuseet (1981–2010) | Musikhistoriska museet (1901–1981) Musikmuseet (1981–2010) | Musikhistoriska museet (1901–1981) Musikmuseet (1981–2010) | Musikhistoriska museet (1901–1981) Musikmuseet (1981–2010) | Musikhistoriska museet (1901–1981) Musikmuseet (1981–2010) |  |  | Drottningholms teatermuseum (1921–1998) Sveriges Teatermuseum (1998–2009) | Drottningholms teatermuseum (1921–1998) Sveriges Teatermuseum (1998–2009) | Drottningholms teatermuseum (1921–1998) Sveriges Teatermuseum (1998–2009) | Drottningholms teatermuseum (1921–1998) Sveriges Teatermuseum (1998–2009) | Drottningholms teatermuseum (1921–1998) Sveriges Teatermuseum (1998–2009) | Drottningholms teatermuseum (1921–1998) Sveriges Teatermuseum (1998–2009) |  |  | Marionettmuseet (1973–2009) | Marionettmuseet (1973–2009) | Marionettmuseet (1973–2009) | Marionettmuseet (1973–2009) | Marionettmuseet (1973–2009) | Marionettmuseet (1973–2009) |  |  |  |  |  |  |  |  |  |  |  |  |  |  |  |  |  |  |  |  |  |  |
| Musikhistoriska museet (1901–1981) Musikmuseet (1981–2010) | Musikhistoriska museet (1901–1981) Musikmuseet (1981–2010) | Musikhistoriska museet (1901–1981) Musikmuseet (1981–2010) | Musikhistoriska museet (1901–1981) Musikmuseet (1981–2010) | Musikhistoriska museet (1901–1981) Musikmuseet (1981–2010) | Musikhistoriska museet (1901–1981) Musikmuseet (1981–2010) |  |  | Drottningholms teatermuseum (1921–1998) Sveriges Teatermuseum (1998–2009) | Drottningholms teatermuseum (1921–1998) Sveriges Teatermuseum (1998–2009) | Drottningholms teatermuseum (1921–1998) Sveriges Teatermuseum (1998–2009) | Drottningholms teatermuseum (1921–1998) Sveriges Teatermuseum (1998–2009) | Drottningholms teatermuseum (1921–1998) Sveriges Teatermuseum (1998–2009) | Drottningholms teatermuseum (1921–1998) Sveriges Teatermuseum (1998–2009) |  |  | Marionettmuseet (1973–2009) | Marionettmuseet (1973–2009) | Marionettmuseet (1973–2009) | Marionettmuseet (1973–2009) | Marionettmuseet (1973–2009) | Marionettmuseet (1973–2009) |  |  |  |  |  |  |  |  |  |  |  |  |  |  |  |  |  |  |  |  |  |  |
|                                                            |                                                            |                                                            |                                                            |                                                            |                                                            |  |  |                                                                           |                                                                           |                                                                           |                                                                           |                                                                           |                                                                           |  |  |                             |                             |                             |                             |                             |                             |  |  |  |  |  |  |  |  |  |  |  |  |  |  |  |  |  |  |  |  |  |  |
|                                                            |                                                            |                                                            |                                                            |                                                            |                                                            |  |  | Musik- och teatermuseet (2010–2014) Scenkonstmuseet (2017-i dag)          |                                                                           |                                                                           |                                                                           |                                                                           |                                                                           |  |  |                             |                             |                             |                             |                             |                             |  |  |  |  |  |  |  |  |  |  |  |  |  |  |  |  |  |  |  |  |  |  |

## Om
På museet hittar du scenkonstens historia och samtid med scenkostymer, musikinstrument och originalmanuskript varvat med interaktiva stationer och allkonstverk. Många av museets föremål finns att se på Scenkonstmuseet men den största delen förvaras i ett museilager. Intendenterna arbetar ständigt med bevarande, dokumentation och stöd till forskningen.